# Vitis International Variety Catalogue
El Vitis International Variety Catalogue (VIVC, Catàleg internacional de varietats viníferes) és una base de dades de diverses espècies i varietats / conreus de vinya, del gènere Vitis. El VIVC està administrat per l'Institut Geilweilerhof per a la cria de raïm (Institut für Rebenzüchtung Geilweilerhof) a Siebeldingen (Alemanya), i conté informació de les col·leccions de vinya existents en diversos instituts de viticultura de tot el món. A l'abril de 2009, la informació de la base de dades reunia informació de 130 institucions ubicades en 45 països i conté prop de 18 000 entrades.
La base de dades es va iniciar el 1983 i està disponible en línia des de 1996. La seva creació inicial va comptar amb el suport de l'International Organisation of Vine and Wine (Organització Internacional de la Vinya i el Vi) i l'International Board for Genetic Resources (Consell Internacional de Recursos Genètics), precursor de Bioversity International (Bioversitat Internacional). L'objectiu de la base de dades VIVC és proporcionar documentació sobre els recursos genètics disponibles per a la vinya i ser una font d'informació per als criadors de raïm, investigadors vitícoles i altres.
La informació sobre els conreus de vi al VIVC inclou característiques bàsiques dels conreus, dades del passaport de les plantes i tots els sinònims coneguts, força nombrosos per a molts conreus de raïm. En alguns casos, s'inclouen fotografies i informació genètica (informació de microsatèl·lits utilitzats per l'empremta genètica).